# Tsjechische ijshockeyploeg (mannen)
De Tsjechische ijshockeyploeg is een team van IJshockeyers dat Tsjechië vertegenwoordigt bij internationale wedstrijden. De ploeg is na de deling van TsjechoSlowakije in Tsjechië en Slowakije op 1 januari 1993 ontstaan en kreeg daarbij de speelrechten van de Tsjecho-Slowaakse ijshockeyploeg. Het wordt beschouwd als een land van de Big Six maar is daarbinnen in de laatste tien jaar geen topland meer. Sinds 1997 staat het team meestal op de 5e of 6e plaats van de IIHF-wereldranglijst met als uitschieter een 3e plaats in 2012. 
Het team speelt vanaf het ontstaan ononderbroken in de hoogste divisie van het wereldkampioenschap en behaalde daarin 7x de wereldtitel (in 1996, 1999, 2000, 2001, 2005, 2010 en 2024) met een tweede plaats in 2006 en derde plaatsen in 1993, 1997, 1998, 2011, 2012 en 2022.

Het heeft vanaf het begin deelgenomen aan de Olympische Spelen met goud in 1998 en brons in 2006.

In de World Cup of Hockey werd in 2004 de derde plaats behaald. De Euro Hockey Tour werd gewonnen in de seizoenen 1997/98 en 2011/12 en de Euro Hockey Challenge in 2012 en 2015.

## Grootste successen
Olympische Spelen

1998  Finale:  Tsjechië -  Rusland 1-0

2006  Plaats 3/4:  Tsjechië -  Rusland 3-0
Wereldkampioenschap

1993  Plaats 3/4:  Tsjechië -  Canada 5-1

1996  Finale:  Tsjechië -  Canada 4-2

1997  Plaats 3/4:  Tsjechië -  Rusland 4-3

1998  Plaats 3/4:  Tsjechië -  Zwitserland 4-0

Het wapen van Tsjechië en shirtembleem van de ploeg

1999  Finale:  Tsjechië -  Finland 3-1 en 1-4 en 1-0 in de verlenging in best of two

2000  Finale:  Tsjechië -  Slowakije 5-3

2001  Finale:  Tsjechië -  Finland 2-2 en 1-0 in de verlenging

2005  Finale:  Tsjechië -  Canada 3-0

2006  Finale:  Tsjechië -  Zweden 0-4

2010  Finale:  Tsjechië -  Rusland 2-1

2011  Plaats 3/4:  Tsjechië -  Rusland 7-4

2012  Plaats 3/4:  Tsjechië -  Finland 3-2

World Cup of Hockey

2004  Halve finale:  Tsjechië -  Canada 3-4 in vier periodes
Euro Hockey Tour

1997/98  Totaalscore: 12-16 (7x 2-0, 2x 1-1, 3x 0-2 en een doelsaldo van 47-29)

2011/12  Totaalscore: 12-20 (5x 3-0, 2x 2-1, 1x 1-2, 4x 0-3 en een doelsaldo van 29-20)
Euro Hockey Challenge

2012  Totaalscore: 6-14 (2x 3-0, 4x 2-1 en een doelsaldo van 19-11)

2015  Totaalscore: 8-19 (5x 3-0, 2x 2-1, 1x 0-3 en een doelsaldo van 23-9)

## Wedstrijdtenue

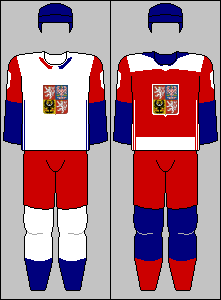
Het wedstrijdtenue in de World Cup 2016

Het wedstrijdtenue van de ijshockeyploeg van Tsjechië is afgeleid van het (uit rood, wit en blauw bestaande) tenue van de ijshockeyploeg van Tsjechoslowakije. Daarbij wordt minder gebruik gemaakt van blauw dat des te meer wordt gebruikt voor het tenue van de ijshockeyploeg van Slowakije. 
Het Tsjechische thuistenue bestaat over het algemeen uit een wit shirt met het wapen van Tsjechië, een rode broek en witte kousen. Het shirt en de kousen zijn vaak gelardeerd met rode en blauwe zones en strepen. 
Het Tsjechische uittenue bestaat over het algemeen uit een rood shirt met het wapen van Tsjechië, een rode broek en rode kousen. Het shirt en de kousen zijn vaak gelardeerd met witte en blauwe zones en strepen.

## Deelname aan de Olympische Spelen
- 5e plaats in 1994
- 1e plaats in 1998
- 7e plaats in 2002
- 3e plaats in 2006
- 7e plaats in 2010
- 6e plaats in 2014

## Deelname aan het wereldkampioenschap

### 1e plaats in hetWK 2000in Rusland
Tsjechië speelde de 1e groepsfase (die bestond uit 4 groepen van 4 waarvan de eerste 3 met behoud van de onderlinge resultaten overgingen naar de 2e groepsfase) in groep A in Sportpaleis Joebilejny in Sint-Petersburg en eindigde daarin op de 1e plaats met 6 punten uit 3 wedstrijden (3x 2-0 en een doelsaldo van 12-4). De uitslagen van de groepswedstrijden waren als volgt.

 Tsjechië -  Noorwegen 4-0

 Tsjechië -  Japan 6-3

 Tsjechië -  Canada 2-1
Tsjechië speelde de 2e groepsfase (die bestond uit 2 groepen van 6 waarvan de eerste 4 overgingen naar de play offs) in groep F eveneens in Sportpaleis Joebilejny en eindigde daarin op de 1e plaats met 8 punten uit 5 wedstrijden (inclusief de resultaten van de 1e groepsfase 4x 2-0, 1x 0-2 en een doelsaldo van 25-11. De uitslagen van de groepswedstrijden waren als volgt.

 Tsjechië -  Italië 9-2

 Tsjechië -  Finland 4-6

 Tsjechië -  Slowakije 6-2
Tsjechië speelde de kwartfinale in Sportpaleis Joebilejny en de halve finale en finale in het IJsplaie Sint-Petersburg in SInt-Petersburg

KF  Tsjechië -  Letland 3-1

HF  Tsjechië -  Canada 2-1

Fin  Tsjechië -  Slowakije 5-3

### 1e plaats in hetWK 2001in Duitsland
Tsjechië speelde de 1e groepsfase (die bestond uit 4 groepen van 4 waarvan de eerste 3 met behoud van de onderlinge resultaten overgingen naar de 2e groepsfase) in groep A en eindigde daarin op de 1e plaats met 5 punten uit 3 wedstrijden (2x 2-0, 1x 1-1 en een doelsaldo van 10-4). De 1e en 3e wedstrijd werden gespeeld in de Arena Nürnberger Versicherung in Nürnberg en de 2e wedstrijd in de Lanxess Arena in Keulen. De uitslagen van de groepswedstrijden waren als volgt.

 Tsjechië -  Wit-Rusland 5-1

 Tsjechië -  Duitsland 2-2

 Tsjechië -  Zwitserland 3-1
Tsjechië speelde de 2e groepsfase (die bestond uit 2 groepen van 6 waarvan de eerste 4 overgingen naar de play offs) in groep E in de TUI Arena in Hannover en eindigde daarin op de 1e plaats met 9 punten uit 5 wedstrijden (inclusief de resultaten van de 1e groepsfase 4x 2-0, 1x 1-1 en een doelsaldo van 24-8). De uitslagen van de groepswedstrijden waren als volgt.

 Tsjechië -  Rusland 4-3

 Tsjechië -  Italië 11-0

 Tsjechië -  Canada 4-2
Tsjechië speelde de kwartfinale, halve finale en finale ook in de TUI Arena 

KF  Tsjechië -  Slowakije 2-0

HF  Tsjechië -  Zweden 3-2 (na shoot outs)

Fin  Tsjechië -  Finland 3-2 (in vier periodes)

### 5e plaats in hetWK 2002in Zweden
Tsjechië speelde de 1e groepsfase (die bestond uit 4 groepen van 4 waarvan de eerste 3 met behoud van de onderlinge resultaten overgingen naar de 2e groepsfase) in groep A in de Kinnarps Arena in Jönköping en eindigde daarin op de 1e plaats met 6 punten uit 3 wedstrijden (3x 2-0 en een doelsaldo van 17-8). De uitslagen van de groepswedstrijden waren als volgt.

 Tsjechië -  Zwitserland 5-0

 Tsjechië -  Japan 5-3

 Tsjechië -  Duitsland 7-5
Tsjechië speelde de 2e groepsfase (die bestond uit 2 groepen van 6 waarvan de eerste 4 overgingen naar de play offs) in groep E eveneens in de Kinnarps Arena en eindigde daarin op de 1e plaats met 10 punten uit 5 wedstrijden (inclusief de resultaten van de 1e groepsfase 5x 2-0 en een doelsaldo van 25-11). De uitslagen van de groepswedstrijden waren als volgt.

 Tsjechië -  Letland 3-1

 Tsjechië -  Verenigde Staten 5-4

 Tsjechië -  Canada 5-1
Tsjechië speelde de kwartfinale eveneens in de Kinnarps Arena

KF  Tsjechië -  Rusland 1-3

### 4e plaats in hetWK 2003in Finland
Tsjechië speelde de 1e groepsfase (die bestond uit 4 groepen van 4 waarvan de eerste 3 met behoud van de onderlinge resultaten overgingen naar de 2e groepsfase) in groep D en eindigde daarin op de 1e plaats met 6 punten uit 3 wedstrijden (3x 2-0 en een doelsaldo van 15-4). De 1e en 2e wedstrijd werden gespeeld in de Hartwall Arena in Helsinki en de 3e wedstrijd in de HK-areena in Turku. De uitslagen van de groepswedstrijden waren als volgt.

 Tsjechië -  Slovenië 5-2

 Tsjechië -  Oostenrijk 8-1

 Tsjechië -  Finland 2-1
Tsjechië speelde de 2e groepsfase (die bestond uit 2 groepen van 6 waarvan de eerste 4 overgingen naar de play offs) in groep E alle drie wedstrijden in de Hartwall Arena en eindigde daarin op de 2e plaats met 9 punten uit 5 wedstrijden (inclusief de resultaten van de 1e groepsfase 4x 2-0, 1x 1-1 en een doelsaldo van 22-7). De uitslagen van de groepswedstrijden waren als volgt.

 Tsjechië -  Oekraïne 5-2

 Tsjechië -  Duitsland 4-0

 Tsjechië -  Slowakije 3-3
Tsjechië speelde de kwartfinale in de HK-areena en de halve finale en wedstrijd om de 3e plaats in de Hartwall Arena

KF  Tsjechië -  Rusland 3-0

HF  Tsjechië -  Canada 4-8

3/4  Tsjechië -  Slowakije 2-4

### 5e plaats in hetWK 2004in Tsjechië
Tsjechië speelde de 1e groepsfase (die bestond uit 4 groepen van 4 waarvan de eerste 3 met behoud van de onderlinge resultaten overgingen naar de 2e groepsfase) in groep A in de O2 Arena in Praag en eindigde daarin op de 1e plaats met 6 punten uit 3 wedstrijden (3x 2-0 en een doelsaldo van 15-2). De uitslagen van de groepswedstrijden waren als volgt.

 Tsjechië -  Letland 3-1

 Tsjechië -  Kazachstan 7-0

 Tsjechië -  Duitsland 5-1
Tsjechië speelde de 2e groepsfase (die bestond uit 2 groepen van 6 waarvan de eerste 4 overgingen naar de play offs) in groep E eveneens in de O2 Arena en eindigde daarin op de 1e plaats met 10 punten uit 5 wedstrijden (inclusief de resultaten van de 1e groepsfase 5x 2-0 en een doelsaldo van 19-5). De uitslagen van de groepswedstrijden waren als volgt.

 Tsjechië -  Oostenrijk 2-0

 Tsjechië -  Zwitserland 3-1

 Tsjechië -  Canada 6-2
Tsjechië speelde de kwartfinale ook in de O2 Arena

KF  Tsjechië -  Verenigde Staten 2-3 (na shoot outs)

### 1e plaats in hetWK 2005in Oostenrijk
Tsjechië speelde de 1e groepsfase (die bestond uit 4 groepen van 4 waarvan de eerste 3 met behoud van de onderlinge resultaten overgingen naar de 2e groepsfase) in groep D in de Wiener Stadthalle in Wenen en eindigde daarin op de 1e plaats met 6 punten uit 3 wedstrijden (3x 2-0 en een doelsaldo van 6-1). De uitslagen van de groepswedstrijden waren als volgt.

 Tsjechië -  Zwitserland 3-1

 Tsjechië -  Duitsland 2-0

 Tsjechië -  Kazachstan 1-0
Tsjechië speelde de 2e groepsfase (die bestond uit 2 groepen van 6 waarvan de eerste 4 overgingen naar de play offs) in groep E eveneens in de Wiener Stadthalle en eindigde daarin op de 2e plaats met 8 punten uit 5 wedstrijden (inclusief de resultaten van de 1e groepsfase 4x 2-0 en 1x 0-2 en een doelsaldo van 15-5). De uitslagen van de groepswedstrijden waren als volgt.

 Tsjechië -  Slowakije 5-1

 Tsjechië -  Rusland 1-2

 Tsjechië -  Wit-Rusland 5-1
Tsjechië speelde de kwartfinale, halve finale en finale ook in de Wiener Stadthalle 

KF  Tsjechië -  Verenigde Staten 3-2 (na shoot outs)

HF  Tsjechië -  Zweden 3-2 (in vier periodes)

Fin  Tsjechië -  Canada 3-0

### 2e plaats in hetWK 2006in Letland
Tsjechië speelde de 1e groepsfase (die bestond uit 4 groepen van 4 waarvan de eerste 3 met behoud van de onderlinge resultaten overgingen naar de 2e groepsfase) in groep A in de Arēna Rīga in Riga en eindigde daarin op de 2e plaats met 4 punten uit 3 wedstrijden (1x 2-0, 2x 1-1 en een doelsaldo van 9-8). De uitslagen van de groepswedstrijden waren als volgt.

 Tsjechië -  Letland 1-1

 Tsjechië -  Slovenië 5-4

 Tsjechië -  Finland 3-3

Tsjechië speelde de 2e groepsfase (die bestond uit 2 groepen van 6 waarvan de eerste 4 overgingen naar de play offs) in groep E eveneens in de Arēna Rīga en eindigde daarin op de 4e plaats met 6 punten uit 5 wedstrijden (inclusief de resultaten van de 1e groepsfase 2x 2-0, 2x 1-1 en 1x 0-2 en een doelsaldo van 14-12). De uitslagen van de groepswedstrijden waren als volgt.

 Tsjechië -  Noorwegen 3-1

 Tsjechië -  Canada 6-4

 Tsjechië -  Verenigde Staten 1-3
Tsjechië speelde de kwartfinale, halve finale en finale eveneens in de Arēna Rīga

KF  Tsjechië -  Rusland 4-3 (in vier periodes)

HF  Tsjechië -  Finland 3-1

Fin  Tsjechië -  Zweden 0-4

### 7e plaats in hetWK 2007in Rusland
Tsjechië speelde de 1e groepsfase (die bestond uit 4 groepen van 4 waarvan de eerste 3 met behoud van de onderlinge resultaten overgingen naar de 2e groepsfase) in groep B in de Mytisjtsji Arena in Mytisjtsji en eindigde daarin op de 1e plaats met 9 punten uit 3 wedstrijden (3x 3-0 en een doelsaldo van 18-7). De uitslagen van de groepswedstrijden waren als volgt.

 Tsjechië -  Wit-Rusland 8-2

 Tsjechië -  Oostenrijk 6-1

 Tsjechië -  Verenigde Staten 4-3
Tsjechië speelde de 2e groepsfase (die bestond uit 2 groepen van 6 waarvan de eerste 4 overgingen naar de play offs) in groep F eveneens in de Mytisjtsji Arena en eindigde daarin op de 4e plaats met 7 punten uit 5 wedstrijden (inclusief de resultaten van de 1e groepsfase 2x 3-0, 1x 1-2 en 2x 0-3 en een doelsaldo van 17-14). De uitslagen van de groepswedstrijden waren als volgt.

 Tsjechië -  Duitsland 0-2

 Tsjechië -  Slowakije 2-3

 Tsjechië -  Canada (na vier periodes) 3-4
Tsjechië speelde de kwartfinale in de Megasport Arena in Moskou

KF  Tsjechië -  Rusland 0-4

### 5e plaats in hetWK 2008in Canada
Tsjechië speelde de 1e groepsfase (die bestond uit 4 groepen van 4 waarvan de eerste 3 met behoud van de onderlinge resultaten overgingen naar de 2e groepsfase) in groep D in de Colisée Pepsi in Québec en eindigde daarin op de 2e plaats met 6 punten uit 3 wedstrijden (2x 3-0, 1x 0-3 en een doelsaldo van 16-9). De uitslagen van de groepswedstrijden waren als volgt.

 Tsjechië -  Denemarken 5-2

 Tsjechië -  Rusland 4-5 (na vier periodes)

 Tsjechië -  Italië 7-2
Tsjechië speelde de 2e groepsfase (die bestond uit 2 groepen van 6 waarvan de eerste 4 overgingen naar de play offs) in groep E eveneens in de Colisée Pepsi en eindigde daarin op de 2e plaats met 9 punten uit 5 wedstrijden (inclusief de resultaten van de 1e groepsfase 2x 3-0, 1x 2-1, 1x 1-2 en 1x 0-3 en een doelsaldo van 20-14). De uitslagen van de groepswedstrijden waren als volgt.

 Tsjechië -  Zwitserland 5-0

 Tsjechië -  Wit-Rusland 3-2

 Tsjechië -  Zweden 3-5
Tsjechië speelde de kwartfinale eveneens in de Colisée Pepsi

KF  Tsjechië -  Zweden 2-3 (na vier periodes)

### 6e plaats in hetWK 2009in Zwitserland
Tsjechië speelde de 1e groepsfase (die bestond uit 4 groepen van 4 waarvan de eerste 3 met behoud van de onderlinge resultaten overgingen naar de 2e groepsfase) in groep D in de Kolping Arena in Kloten en eindigde daarin op de 2e plaats met 6 punten uit 3 wedstrijden (2x 3-0, 1x 0-3 en een doelsaldo van 13-6). De uitslagen van de groepswedstrijden waren als volgt.

 Tsjechië -  Denemarken 5-0

 Tsjechië -  Noorwegen 5-2

 Tsjechië -  Finland 3-4
Tsjechië speelde de 2e groepsfase (die bestond uit 2 groepen van 6 waarvan de eerste 4 overgingen naar de play offs) in groep F eveneens in de Kolping Arena en eindigde daarin op de 3e plaats met 9 punten uit 5 wedstrijden (inclusief de resultaten van de 1e groepsfase 3x 3-0, 2x 0-3 en een doelsaldo van 20-11). De uitslagen van de groepswedstrijden waren als volgt.

 Tsjechië -  Canada 1-5

 Tsjechië -  Slowakije 8-0

 Tsjechië -  Wit-Rusland 3-0
Tsjechië speelde de kwartfinale in de PostFinance Arena in Bern

KF  Tsjechië -  Zweden 1-3

### 1e plaats in hetWK 2010 in Duitsland

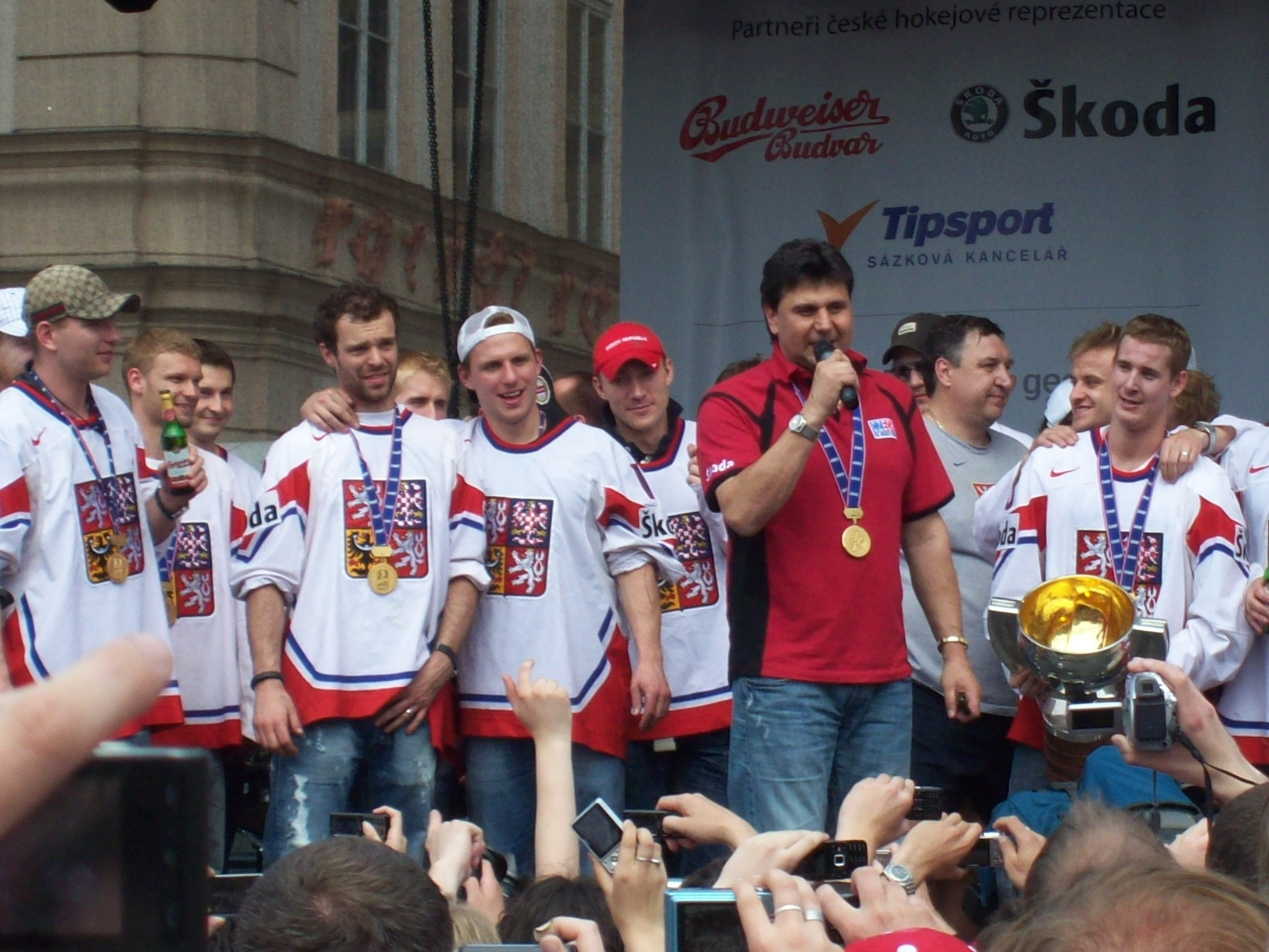
Bondscoach Vladimír Ružicka en spelers bij de huldiging op het Staromestské námestí in Praag.

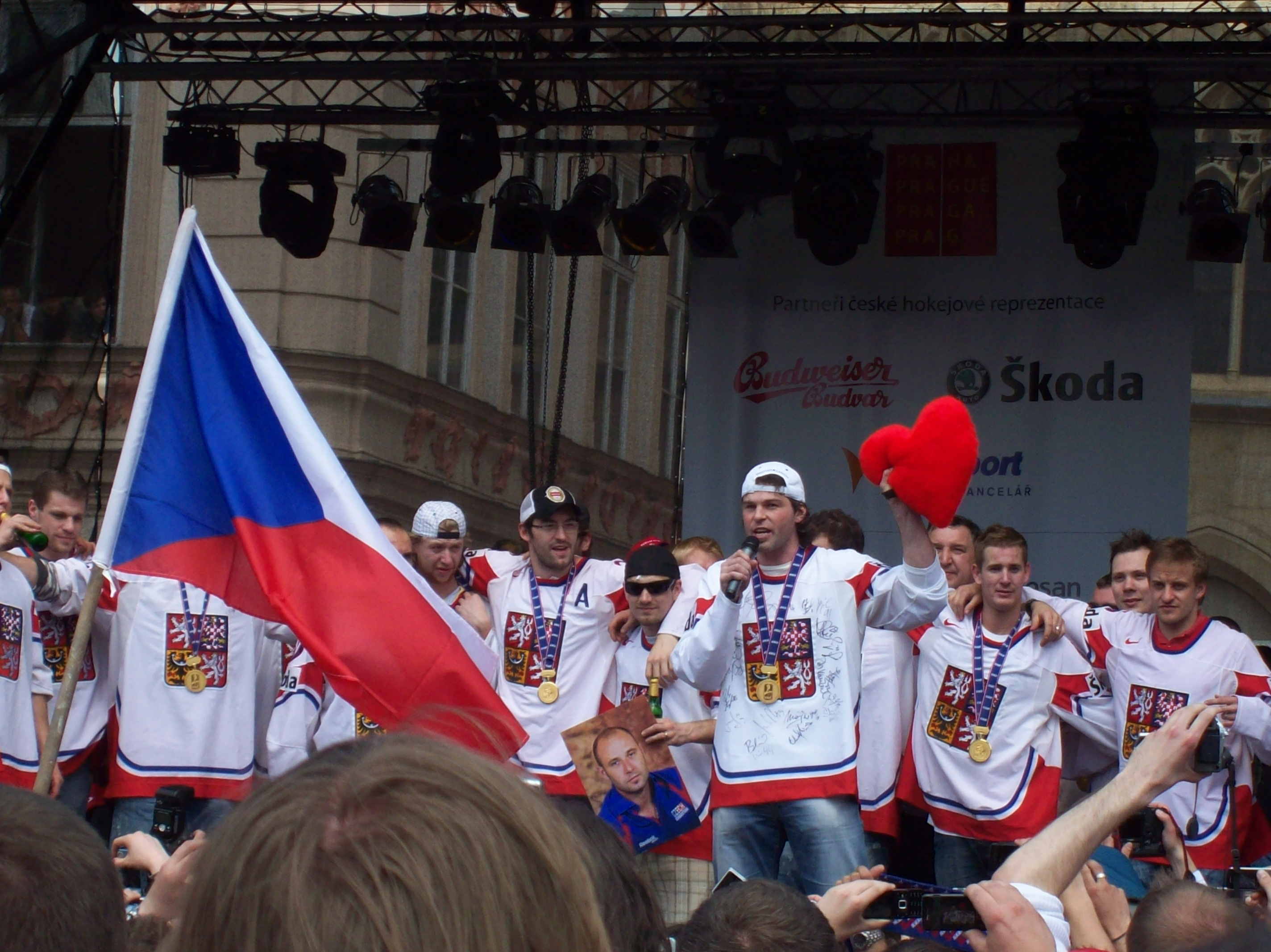
Jaromír Jágr spreekt de fans toe.

Tsjechië speelde de 1e groepsfase (die bestond uit 4 groepen van 4 waarvan de eerste 3 met behoud van de onderlinge resultaten overgingen naar de 2e groepsfase) in groep C in de SAP Arena in Mannheim en eindigde daarin op de 2e plaats met 6 punten uit 3 wedstrijden (2x 3-0, 1x 0-3 en een doelsaldo van 10-6). De uitslagen van de groepswedstrijden waren als volgt.

 Tsjechië -  Frankrijk 6-2

 Tsjechië -  Noorwegen 2-3

 Tsjechië -  Zweden 2-1
Tsjechië speelde de 2e groepsfase (die bestond uit 2 groepen van 6 waarvan de eerste 4 overgingen naar de play offs) in groep F eveneens in de SAP Arena en eindigde daarin op de 3e plaats met 9 punten uit 5 wedstrijden (inclusief de resultaten van de 1e groepsfase 3x 3-0, 2x 0-3 en een doelsaldo van 12-10). De uitslagen van de groepswedstrijden waren als volgt.

 Tsjechië -  Zwitserland 2-3

 Tsjechië -  Letland 3-1

 Tsjechië -  Canada 3-2
Tsjechië speelde de kwartfinale, halve finale en finale in de Lanxess Arena in Keulen

KF  Tsjechië  Finland 2-1 (na shoot outs)

HF  Tsjechië -  Zweden 3-2 (na shoot outs)

Fin  Tsjechië -  Rusland 2-1

### 3e plaats in hetWK 2011 in Slowakije
Tsjechië speelde de 1e groepsfase (die bestond uit 4 groepen van 4 waarvan de eerste 3 met behoud van de onderlinge resultaten overgingen naar de 2e groepsfase) in groep D in de Samsung Aréna in Bratislava en eindigde daarin op de 1e plaats met 9 punten uit 3 wedstrijden (3x 3-0 en een doelsaldo van 12-3). De uitslagen van de groepswedstrijden waren als volgt.

 Tsjechië -  Letland 4-2

 Tsjechië -  Denemarken 6-0

 Tsjechië -  Finland 2-1
Tsjechië speelde de 2e groepsfase (die bestond uit 2 groepen van 6 waarvan de eerste 4 overgingen naar de play offs) in groep E eveneens in de Samsung Aréna en eindigde daarin op de 1e plaats met 15 punten uit 5 wedstrijden (inclusief de resultaten van de 1e groepsfase 5x 3-0 en een doelsaldo van 19-7). De uitslagen van de groepswedstrijden waren als volgt.

 Tsjechië -  Slowakije 3-2

 Tsjechië -  Rusland 3-2

 Tsjechië -  Duitsland 5-2
Tsjechië speelde de kwartfinale, halve finale en wedstrijd om de 3e plaats in de Samsung Aréna

KF  Tsjechië -  Verenigde Staten 4-0

HF  Tsjechië -  Zweden 2-5

3/4  Tsjechië -  Rusland 7-4

### 3e plaats in hetWK 2012 in Finland en Zweden
Tsjechië speelde de groepsfase in groep B in de Ericsson Globe in Stockholm en eindigde daarin op de 3e plaats met 14 punten uit 7 wedstrijden (4x 3-0, 1x 2-1, 2x 0-3 en een doelsaldo van 24-11). De uitslagen van de groepswedstrijden waren als volgt.

 Tsjechië -  Denemarken 2-0

 Tsjechië -  Zweden 1-4

 Tsjechië -  Noorwegen 4-3 (na shoot outs)

 Tsjechië -  Letland 3-1

 Tsjechië -  Italië 6-0

 Tsjechië -  Rusland 0-2

 Tsjechië -  Duitsland 8-1
Tsjechië speelde de kwartfinale in de Ericsson Globe en de halve finale en wedstrijd om de 3e plaats in de Hartwall Arena in Helsinki

KF  Tsjechië -  Zweden 4-3

HF  Tsjechië -  Slowakije 1-3

3/4 Tsjechië -  Finland 3-2

### 7e plaats in hetWK 2013 in Finland en Zweden
Tsjechië speelde de groepsfase in groep A in de Ericsson Globe in Stockholm en eindigde daarin op de 4e plaats met 11 punten uit 7 wedstrijden (3x 3-0, 1x 2-1, 3x 0-3 en een doelsaldo van 19-12). De uitslagen van de groepswedstrijden waren als volgt.

 Tsjechië -  Wit-Rusland 2-0

 Tsjechië -  Zweden 1-2

 Tsjechië -  Zwitserland 2-5

 Tsjechië -  Denemarken 2-1 (na shoot outs)

 Tsjechië -  Slovenië 4-2

 Tsjechië -  Canada 1-2

 Tsjechië -  Noorwegen 7-0
Tsjechië speelde de kwartfinale in de Ericsson Globe

KF  Tsjechië -  Zwitserland 1-2

### 4e plaats in hetWK 2014 in Wit-Rusland
Tsjechië speelde de groepsfase in groep A in de Chizhovka Arena in Minsk en eindigde daarin op de 3e plaats met 12 punten uit 7 wedstrijden (2x 3-0, 2x 2-1, 2x 1-2, 1x 0-3 en een doelsaldo van 20-18). De uitslagen van de groepswedstrijden waren als volgt.

 Tsjechië -  Slovenië 3-2 (na vier periodes)

 Tsjechië -  Zweden 3-4 (na shoot outs)

 Tsjechië -  Canada 3-4

 Tsjechië -  Italië 2-0

 Tsjechië -  Denemarken 3-4 (na shoot outs)

 Tsjechië -  Noorwegen 1-0

 Tsjechië -  Frankrijk 5-4 (na vier periodes)
Tsjechië speelde de kwartfinale in de Chizhovka Arena en de halve finale en wedstrijd om de 3e plaats in de Minsk Arena in Minsk

KF  Tsjechië -  Verenigde Staten 4-3

HF  Tsjechië -  Finland 0-3

3/4  Tsjechië -  Zweden 0-3

### 4e plaats in hetWK 2015 in Tsjechië
Tsjechië speelde de groepsfase in groep A in de O2 Arena in Praag en eindigde daarin op de 3e plaats met 15 punten uit 7 wedstrijden (4x 3-0, 1x 2-1, 1x 1-2, 1x 0-3 en een doelsaldo van 27-18). De uitslagen van de groepswedstrijden waren als volgt.

 Tsjechië -  Zweden 5-6 (na shoot outs)

 Tsjechië -  Letland 4-2

 Tsjechië -  Canada 3-6

 Tsjechië -  Frankrijk 5-1

 Tsjechië -  Oostenrijk 4-0

 Tsjechië -  Duitsland 4-2

 Tsjechië -  Zwitserland 2-1 (na shoot outs)
Tsjechië speelde de kwartfinale, halve finale en wedstrijd om de 3e plaats in de O2 Arena

KF  Tsjechië -  Finland 5-3

HF  Tsjechië -  Canada 0-2

3/4 Tsjechië -  Verenigde Staten 0-3

### 5e plaats in hetWK 2016 in Rusland
Tsjechië speelde de groepsfase in groep A in het VTB IJspaleis in Moskou en eindigde daarin op de 1e plaats met 18 punten uit 7 wedstrijden (5x 3-0, 1x 2-1, 1x 1-2 en een doelsaldo van 27-12). De uitslagen van de groepswedstrijden waren als volgt.

 Tsjechië -  Rusland 3-0

 Tsjechië -  Letland 4-3 (na shoot outs)

 Tsjechië -  Zweden 4-2

 Tsjechië -  Noorwegen 7-0

 Tsjechië -  Kazachstan 3-1

 Tsjechië -  Denemarken 1-2 (na shoot outs)

 Tsjechië -  Zwitserland 5-4
Tsjechië speelde de kwartfinale in het VTB IJspaleis

 Tsjechië -  Verenigde Staten 1-2 (na shoot outs)

### 7e plaats in hetWK 2017 in Duitsland en Frankrijk
Tsjechië speelde de groepsfase in groep B in de AccorHotels Arena in Parijs en eindigde daarin op de 3e plaats met 13 punten uit 7 wedstrijden (3x 3-0, 2x 2-1, 2x 0-3 en een doelsaldo van 23-14). 

De uitslagen van de groepswedstrijden waren als volgt.

 Tsjechië -  Canada 1-4

 Tsjechië -  Wit-Rusland 6-1

 Tsjechië -  Finland 4-3 (na shoot outs)

 Tsjechië -  Noorwegen 1-0 (na 4 periodes)

 Tsjechië -  Slovenië 5-1

 Tsjechië -  Frankrijk 5-2

 Tsjechië -  Zwitserland 1-3
Tsjechië speelde de kwartfinale in de AccorHotels Arena

 Tsjechië -  Rusland 0-3